# Amphinectomys savamis
Amphinectomys savamis là một loài động vật có vú trong họ Cricetidae, bộ Gặm nhấm. Loài này được Malygin miêu tả năm 1994.